# Дошани

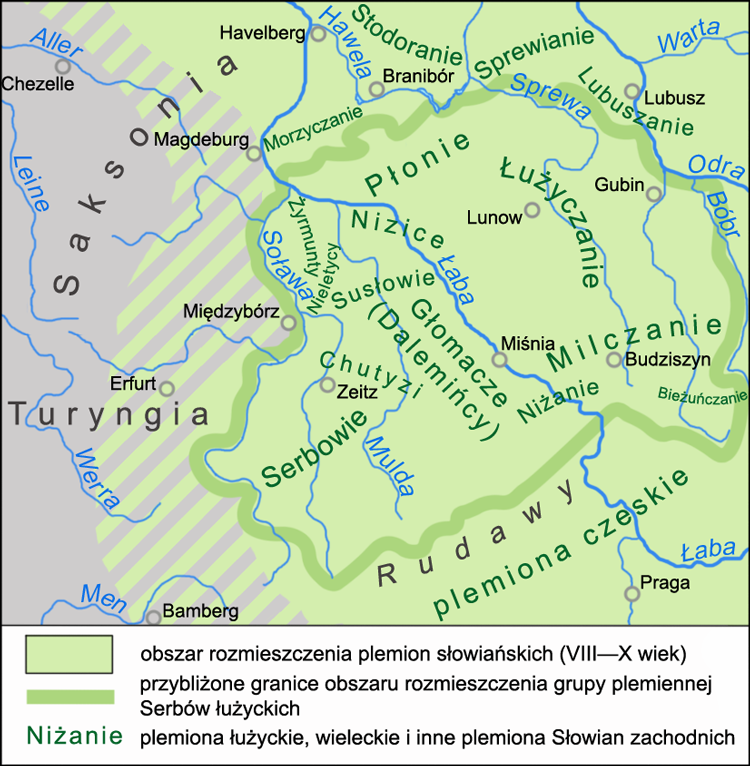
Карта слов'ян

Дошани — західно-слов'янське полабське плем'я, входило в союз лютичів. Проживали дошани на річці Доша притока ріки Гавели. Столицею було місто Бранібор, зараз місто Бранденбург-на-Гафелі. Їх сусідами були спревяни і стодоряни. Вперше дошани згадуються в 946 році, коли їх включили в Гавельбурзьку ієпархію. У 1151 році князь Ячко визволив Бранібор від саксів, це визвало повстання лютичів проти саксів. Повстання охопило всі землі лужичан. Плем'я дошани згадується Баварським географом.